# 失われた映画

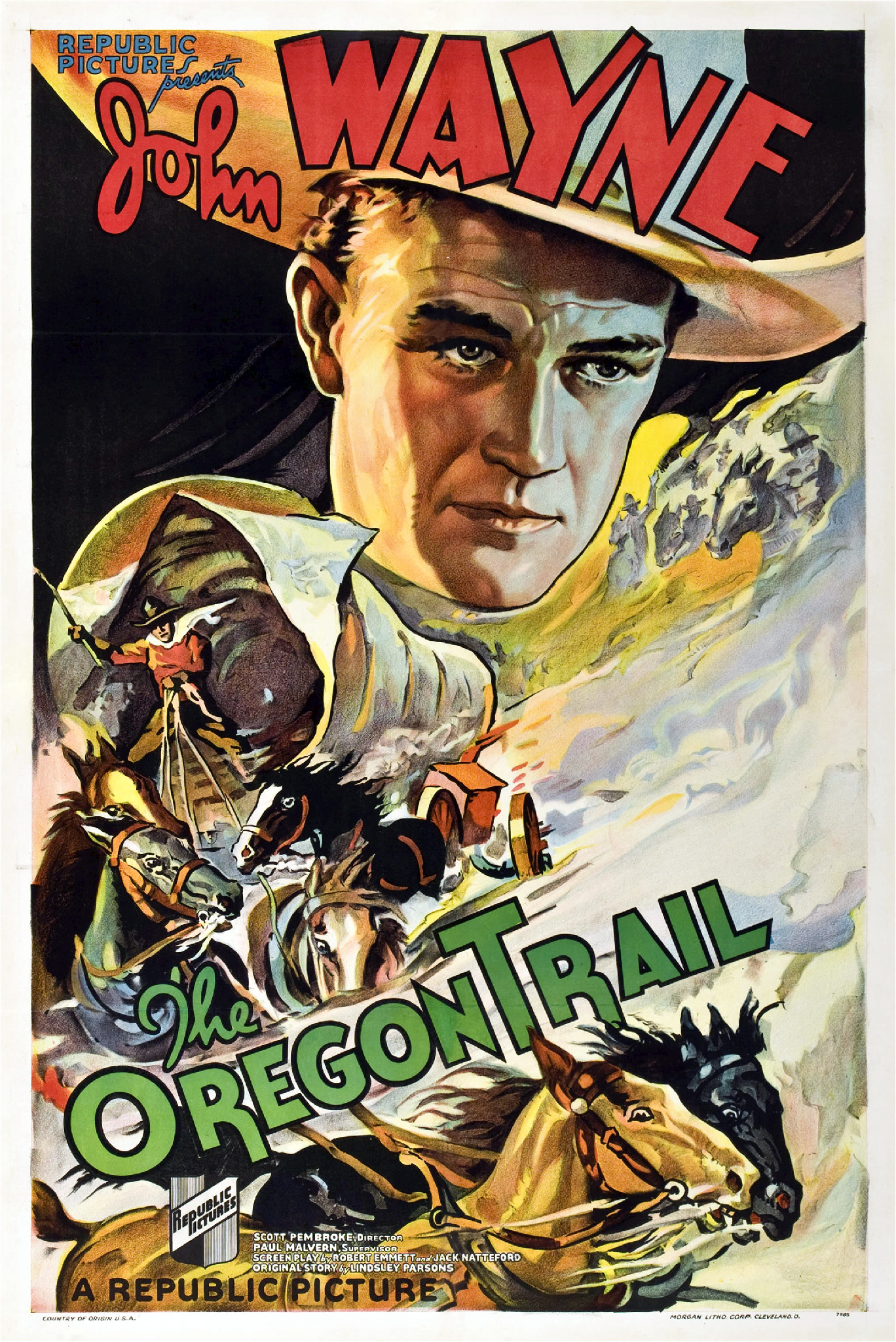
ジョン・ウェイン主演の1936年の西部劇『オレゴン街道』
フィルムは全編が失われたと考えられているが、2013年に約40枚のスチル写真がコレクターによって発見された。

失われた映画（うしなわれたえいが、英語: lost film）とは、フィルムやスチル写真などの作品を記録したメディアの所在が、映画スタジオのアーカイブ、個人コレクション、アメリカ議会図書館をはじめとする公共アーカイブのいずれにも確認できなくなっている長編ないし短編映画。幻の映画（まぼろしのえいが）と称されることもある。
「失われたフィルム（ロスト・フィルム）」という言い回しは、長編映画などについて未編集版や別編集バージョンなど、それが制作されたことが知られていながら、もはや映像が残されていない削除シーンなどを、文字通りの意味で指すこともある。時には、失われた映画とされていた作品のコピーが再発見されることもある。フィルムが現存するものの完全な形ではない作品は、「フィルムが部分的に現存している映画」 (partially lost film) と称される。

## 状態

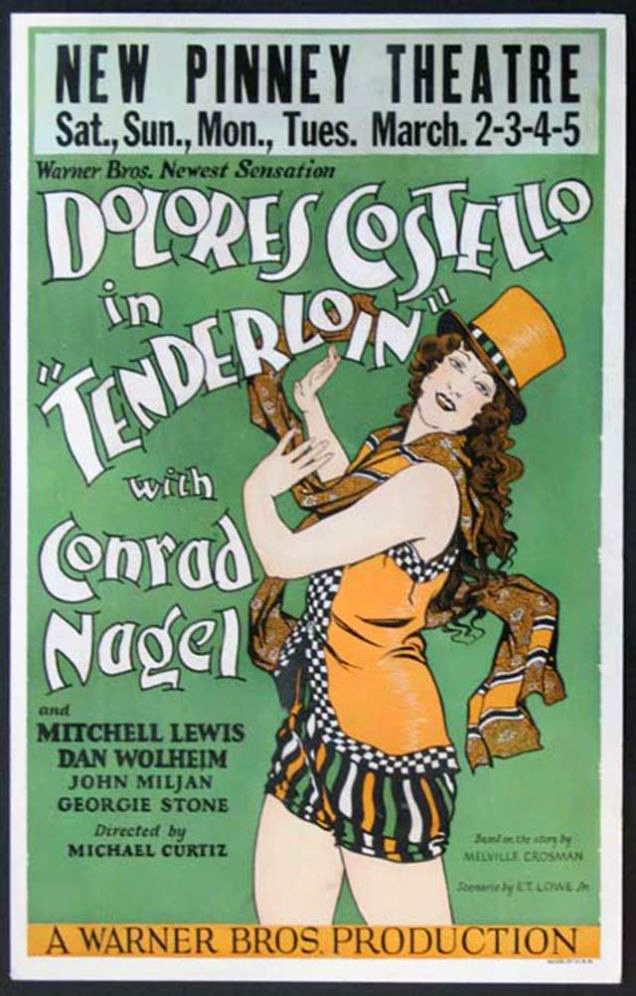
ドロレス・コステロが主演した1928年の映画『テンダーロイン』。
ヴァイタフォンによる会話の場面を含む2作目の長編映画であった。サウンドトラックは現存するが、フィルムは失われたと考えられている。

20世紀のほとんどの期間、アメリカ合衆国の著作権法で定められた著作権の登録制度に基づき、すべてのアメリカ合衆国の映画作品について少なくともコピー1本をアメリカ議会図書館に保管されることが求められていたが、議会図書館はそうしたコピーを永続的に保持することは義務付けられておらず、1909年の著作権改正法が定めるところにより、著作権にかかる保管物については、図書館がそれを必要としない限り、著作権を主張していた者に返却を求める権利があるとされていた。サイレント映画時代のアメリカ合衆国の映画は、失われた作品が現存するものよりはるかに多く、1927年から1950年までに制作されたトーキー作品も、おそらくはその半数は失われたと考えられている。

## スチル写真
ほとんどの映画スタジオは、制作中のセットで大型のカメラを持ったスチルカメラマンが働いており、後で宣伝に用いることができるようなスチル写真を撮っていた。高品質な印画紙のプリントは、大量に作成されて映画館に掲示されるものもあったし、数は少なくとも新聞や雑誌に提供されていたため、その中には失われた映画の映像イメージをかろうじて伝えることになったものもある。一部の作品、例えば『真夜中のロンドン』では、大量の断片が残されていたため、スチル写真で記録された順番にしたがって場面を整序し、作品全体を復元することが可能になった。部分的に失われた映画について、新たなプリントを復元する取り組みにおいては、失われた部分に代えてスチル写真を挿入することがしばしば行われている。1984年にジョルジオ・モロダーが再編集して公開した『メトロポリス』では、主人公と入れ替わった労働者が車窓から「ヨシワラ」の光に負けてしまい、相棒が虚しく待っているシーンはオリジナルのフィルムが現存しないため、スチルで処理している。

## フィルムが失われる理由
失われた映画の大部分は、サイレント映画や初期のトーキーであるヴァイタフォンの時代、おおむね1894年から1930年にかけての作品である。マーティン・スコセッシが設立したフィルム・ファウンデーションは、1929年以前に制作されたアメリカ合衆国の映画の9割が失われたと推計しており、アメリカ議会図書館はサイレント映画の75%が永遠に失われたものと見ている。
サイレント映画が失われた最大の理由は意図的な廃棄であったが、これは1930年までにサイレント時代が終わった後、サイレントのフィルムが商業的にほとんど無価値なものと見なされたためであった。フィルム修復家のロバート・A・ハリスは、「初期の映画のほとんどは、映画スタジオによって一括して廃棄されるため、残らなかった。そうしたフィルムを救って保存しておこうという考えはどこにもなく、スタジオは空きスペースを必要としており、フィルム素材を保管しておくには金がかかり過ぎた」と述べている。
また、多くのフィルムが失われた理由には、1952年以前に製造されていた35mmフィルムのネガフィルムや上映用プリントの大半がナイトレートフィルム（ニトロセルロース製）であり、きわめて燃えやすかったこともあった。著しく劣化したり、不適切な方法で保管されると（例えば、日光で屋根が熱くなるような小屋に置かれるなど）、自然発火することもあった。いったん火災となれば、アーカイブされていた全フィルムが燃失することになる。例えば、1937年のフォックス映画の保管庫火災では、1935年以前のフォックス・フィルムの全フィルムが失われた。1965年のMGM映画の保管庫火災でも、数百本に及ぶサイレント映画や初期のトーキー作品のフィルムが失われた。
また、ナイトレートフィルムは化学的に不安定であり、年月の経過とともに粘り気を帯びた塊になったり、火薬に似た粉末になったりするなど、経年劣化しやすかった。その変化の過程は予測が難しく、低温、低湿度、十分な換気といった理想的な環境であれば、期間保存も可能であり、中には1890年代のナイトレートフィルムが良好な状態で保全されている例もあるが、それはごく一部であり、現実の保管環境は理想から程遠いものがほとんどであった。そのため、それよりずっと後年のものが、場合によっては20年ほどしか経っていなくても、修復不可能なほど劣化してしまうこともあった。ナイトレートフィルムに固着された映画が「保存されている」 (preserved) というとき、ほとんどの場合はそれが安全フィルムにコピーされていることを意味するか、より最近であればデジタル化されていることを意味しており、いずれの方法によるにせよ、画質の一定の劣化は避けられない。
イーストマン・コダックは、1909年春に難燃性の35mmフィルムの供給を始めた。しかし、当時のフィルムに柔軟性を与えるために用いられていた可塑剤は、あまりに早く蒸発して抜けてしまったため、フィルムはすぐに乾いてもろくなり、亀裂が入ったりパーフォレーションが破損したりした。結局、1911年の時点でアメリカの主要な映画スタジオは、旧来のナイトレートフィルムの使用に戻っていた。1940年代後半に品質の改良が進むまで、安全フィルムの使用は35mmフィルムより小さな規格である16mmフィルムや8mmフィルムなどに限られていた。
1931年より前にワーナー・ブラザースとファースト・ナショナル映画で制作されていたサウンド付きの映画作品の中には、サウンドトラックに別個のレコード盤を用いるサウンド・オン・ディスク方式であるヴァイタフォンによっていたため、失われるに至ったものもある。1950年代には、テレビ用に既存の映画作品を供給するシンジケートであるアソシエーテッド・アーティスツ・プロダクションズが、初期のトーキー作品から16mmフィルムのサウンド・オン・フィルム方式による縮小プリントを作り、パッケージとしてテレビに供給していたが、ある1本の映画作品に伴うしかるべきサウンドトラックのレコード盤の一部が失われていたようなことがあれば、その作品が生き残る可能性は大きく損なわれることになった。今日まで残されているサウンド・オン・ディスク方式の映画の多くは、そのようにして作成された16mmフィルムの縮小プリントのみによって伝えられている。

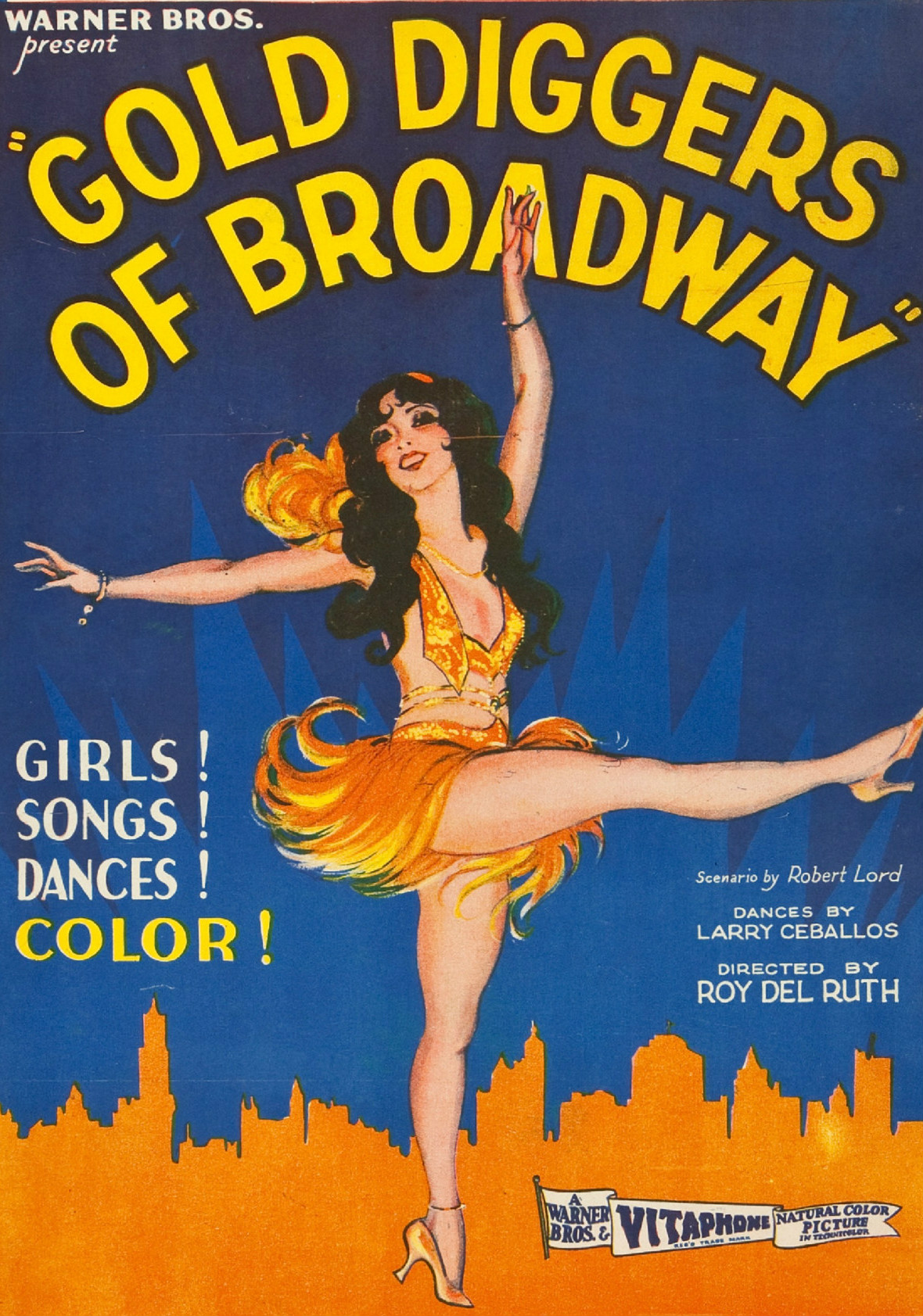
1929年の映画『ブロードウェイ黄金時代』。
ワーナー・ブラザースにとって3作目のテクニカラーによるカラー作品であったが、フィルムリール全10本のうち9本目が完全に残り、10本目は最後の数分間が欠けたものが残る。

トーキー、テレビ、さらにその後のホームビデオの時代が到来する以前、映画は、各地の映画館での興行が終わってしまえば、その後の将来にわたる価値はほとんどないと考えられていた。このため、多くのフィルムが、場所を空けて保管の経費を抑えるために意図的に廃棄されたうえ、フィルムに含有された銀を回収するためにリサイクルに回された。1920年代から1930年代にかけて用いられたテクニカラーの2色ネガフィルムの多くは、映画スタジオ側では不要と判断されて廃棄されたが、テクニカラー社の保管庫には今も保存されている。使用済みのプリントの一部は廃棄物処理業者に流れ、最終的に短い長さのフィルムの断片に切り刻まれたうえで、家庭用の玩具として扱われる小さな手回しの35mmフィルム映写機により、ハリウッド映画の短い場面を上映するために用いられた。
このように、初期の映画作品は注意深く配慮されるということがほとんどなかったため、初期の映画製作者たちや演技者たちの業績は、断片的な形でしか今日に伝えられていない。よく知られているそのような事例としては、セダ・バラが挙げられる。初期の映画界における最も有名な女優のひとりであるバラは40本の映画に出演したが、現存している作品は6作にとどまっている。クララ・ボウも、その全盛期には同様の名声を誇ったが、57本の出演作品のうち20本は完全に失われており、残りのうちの5本も不完全な形でしか残っていない。いずれも一世を風靡した舞台女優で、サイレント映画界に飛び込んだポーリーン・フレデリックやエルシー・ファーガソンは、今日ではその実績を伝えるアーカイブ記録が乏しいことから、ほとんど忘れられた存在となっている。フレデリックが1915年から1928年にかけて出演した映画で現存するものは10本未満であり、ファーガソンの場合は1919年の1本と、彼女にとって唯一のトーキーとなった1930年の作品の2本しか現存していない。
同じく舞台女優出身で、バラのライバルであったヴァレスカ・スラットに至っては、映画出演作品のすべてが失われている。西部劇のヒーローだったウィリアム・ファーナムは、バラやスラットと同じくフォックス映画の出演者で、ウィリアム・S・ハート、トム・ミックス、ハリー・ケリーらと肩を並べる存在だった。しかし、ファーナムのフォックス映画における出演作は3本しか現存していない。他の俳優でも、フランシス・X・ブッシュマンやウィリアム・デズモンドは、多数の出演クレジットの記録が残されているが、彼らの全盛期の出演作は、廃棄・紛失・スタジオの経営破綻などにより、ことごとく失われてしまった。しかし、スラットやバラとは異なり、ファーナムたちはトーキー時代から、さらにはテレビの時代まで活動し続けたことから、後年の演技は視聴も可能となっており、また評価されている。
一方、例外もある。チャールズ・チャップリンの映画出演作品は、そのほとんどが現存しているだけでなく、最終的に作品に使われなかった膨大な量の撮影済みフィルムが、古いものでは1916年から保存されている。チャップリン作品で失われたのは、彼が税金の控除の関係で自らの手で廃棄した『海の女性』と、キーストン・スタジオ時代初期の『彼女の友人である追いはぎ』 である（『Unknown Chaplin』を参照）。D・W・グリフィスのフィルモグラフィもほぼ完全に残っているが、これは彼が初期に関わったバイオグラフ社が、初期作品の多くをフィルムからとった印画紙プリントで保存し、議会図書館に納めていたためであった。1910年代から1920年代にかけてグリフィスが監督した長編映画は1930年代にニューヨーク近代美術館のフィルム・コレクションに収まり、キュレーターのアイリス・バリーのもとで保全された。メアリー・ピックフォードのフィルモグラフィは完全に残されており、彼女の初期出演作はいずれもグリフィスが監督したものであり、1910年代後半から1920年代初めにかけ、ビッグフォードは自身の出演作の制作権限を自ら握っていた。さらにビッグフォードは、アドルフ・ズーカーが支配していたフェイマス・プレイヤーズ・フィルム・カンパニー時代の初期出演作のフィルムを、廃棄寸前に回収していた。チャップリンやダグラス・フェアバンクスのようなスターたちは絶大な人気を誇り、彼らの作品はサイレント時代を通して何回も何回も再上演されていたため、上映用のプリントが何十年か経った後でも表に出てくる可能性がある。ピックフォードやチャップリン、ハロルド・ロイドやセシル・B・デミルといった面々は、映画保存における初期のチャンピオンたちであるが、特にロイドは1940年代初めの保管庫の火災によってサイレント映画作品を数多く焼失したにもかかわらず、そのような立場にある。

## 後年の失われた映画
改良された35mmの安全フィルムが導入されたのは、1949年であった。これ以降、安全フィルムは、ナイトレートフィルムよりもはるかに安定したものとなり、1950年ころ以降はフィルムが失われることは比較的少なくなった。しかし、かなりの範囲のカラー映画における色褪せや、ビネガーシンドロームが、これ以降のフィルム保存の取り組みを苦しめることになった。
1950年代以降、ほとんどのメインストリームの映画作品は失われることなく保存されるようになったが、初期のポルノ映画やB級映画の中には、失われてしまったものもある。そうした例は多くの場合、世間に知られない映画作品が誰にも気づかれないまま、わからなくなってしまうというものだが、中には名の知られたカルト映画の監督たちの作品でも失われてしまったものがある。
- ケネス・アンガーが、その経歴の様々な時点で制作した映画作品の中には、様々な理由から失われてしまったものがいくつもある。
- エド・ウッドの1972年の映画『The Undergraduate』は失われており、1970年の映画『Take It Out In Trade』は、音が付いていない断片だけが残されている。1971年の映画『ネクロマニア(Necromania)』は、長年の間、失われたものと信じられていたが、1992年に、編集されたバージョンが個人の売りたてから発見され、さらに編集されていない完全なプリントが2001年に発見された[14]。2004年には、やはりそれまで失われたと思われていたウッド作のポルノ映画『The Young Marrieds』の完全なプリントが発見されている。
- トム・グラフ（英語版）が初めて長編に取り組んだ1955年の映画『The Noble Experiment』は、グラフが監督や脚本を務めたうえ、誤解されている天才科学者を演じた作品であったが、長く失われたとされていた。これを発見したのは、グラフについてのドキュメンタリー映画『The Boy from Out of This World』を制作したエル・シュナイダー（英語版）であった。
- アンディ・ミリガンの初期の映画作品の大部分は、失われたものと考えられている。
- スポンサード映画（英語版）と総称される、1940年代から1970年代にかけて教育、訓練、宗教などの目的で制作された多数の短編映画は多くが失われたが、これは、この種の映画が一時的に使い捨てされるもの、内容が後々更新されて作り直されるものと考えられていたためである。
- ジャッキー・チェンやサモ・ハン・キンポーの初期の出演作は失われたと考えられているが、2人にとっての映画デビュー作である『大小黄天覇』は2016年に再発見された。
- フィンランドのメロドラマの俳優、映画監督テウヴォ・トゥリオ（英語版）が手がけた最初の作品3本は失われており、さらにフィンランドの映画の歴史家の関心を引くであろう数本の作品は、1959年にヘルシンキのアダムス・フィルミ（英語版）社の保管庫火災によって焼失した。
- 場合によっては、映画の特定の面だけが失われるという事態も生じる。初期のカラー映画であるルシアン・ハバード（英語版）が監督した『竜宮城』や、ジョン・G・アドルフィ（英語版）が監督した『The Show of Shows』は、着色されたものはまったくあるいは部分的にしか残されていないが、これはフィルムの複製が白黒版でしか残されなかったためである。（en:List of early color feature films：参照）
- 1954年に制作された立体映画である『Top Banana』と『Southwest Passage』の2本は、左右いずれか片方の眼のためのプリントしか残されておらず、平面的な形態でしか現存していない。

## 失われたサウンドトラック
1926年から1931年にかけて制作された映画の中には、ヴァイタフォンのサウンド・オン・ディスク方式によるものもあり、その場合、サウンドトラックはフィルムとは別になっていたため、現在ではサウンドトラック盤が失われたり破壊されており、映像だけが残っているものもある。逆に、初期の音声付きの映画が、サウンドトラック盤のセットだけで残るケースは多く、たとえばジョン・バリモア主演の1930年の映画『The Man from Blankley's』の場合、映像は完全に失われてしまっていたが、サウンドトラック盤は現存していた。また、大きな利益を上げた2色のテクニカラーによる初期のミュージカル映画であった1929年の映画『ブロードウェイ黄金時代 (Gold Diggers of Broadway)』と1930年の映画『悪漢の唄 (The Rogue Song)』のように断片化した映像だけが残った例もあった。
1950年代初めから半ばにかけての初期のステレオ・サウンドトラックは、35mmの磁気リールや磁気フィルムに組み込まれて再生される形式のものがあり、フォックス映画の4トラック磁気方式のように標準的な磁気ステレオもあったが、これらは現存していない。『肉の蝋人形 』、『底抜けやぶれかぶれ (The Caddy)』、『宇宙戦争 (The War of the Worlds)』、『ドクターTの5000本の指 (The 5,000 Fingers of Dr. T.)』、『地上より永遠に (From Here to Eternity)』といった作品では、もともと3トラックの磁気記録されたサウンドがあったが、現存するのは光学的に記録されたモノラルのサウンドトラックだけである。三酢酸セルロース・フィルムに磁性体を定着させる化学作用が自触媒反応を起こし、フィルムの劣化（ビネガーシンドローム）に至る。映画スタジオの経営陣の間では、モノラルの光学サウンドトラックを含むネガフィルムがあり、上映用プリントを作り出せるなら、ステレオ・バージョンのサウンドトラックを保存しておく必要はないと考えられたのである。

## フィルムの再発見
失われた映画と思われていた作品のプリントが再発見されることも時々ある。例えば、1910年の映画『フランケンシュタイン 』は、何十年にもわたって失われた映画だと信じられていたが、1970年代にはとある収集家がそれとは気づかないまま長年所有していたプリントが発見された。1912年の映画『リチャード三世』は1996年に発見され、アメリカン・フィルム・インスティチュート (AFI) によって修復された。2013年には、メアリー・ピックフォードの初期の出演作で彼女の名が初めてクレジットされた『Their First Misunderstanding』がニューハンプシャー州の納屋から見つかり、キーン州立大学に寄贈された。1922年の映画『シャーロック・ホームズ』は、1970年代半ばに再発見されて復元されたが、その一部である約26分の尺はいまだに見つかっていない。
グロリア・スワンソンとルドルフ・ヴァレンティノが主演した1922年の映画『Beyond the Rocks』は、何十年もの間、失われた映画だと思われていた。1980年に発表された回顧録の中で、スワンソンはこの作品を含めて当時の出演作が失われたことを嘆いていたが、「私はこうした映画たちが、永久に失われたものだとは信じていない」 (I do not believe these films are gone forever) と楽観的に結んでいた。2000年には、この作品のプリントがオランダで発見され、オランダ映画博物館 (Nederlands Filmmuseum) とハーゲフィルム (Haghefilm) 映画保存社によって修復された。このプリントは、ハールレムに住み、奇人として知られたオランダ人の収集家ヨープ・ファン・リエンプト (Joop van Liempd) から寄贈された2000個ほどの錆びついたフィルム缶の中から発見された。2005年に修復後初の上映が行われた後、ターナー・クラシック・ムービーズでも放映された。
2000年代初め、それまで多数の異なる編集版が流通していた1927年のドイツ映画『メトロポリス』が編集除去されたフィルムを盛り込み、傷ついたフィルムをコンピュータ技術も利用して修復し、可能な限りオリジナル版に近い形が復元された。しかし、修復された映画のDVDをリリースしたキノ・インターナショナルによれば、その時点でもオリジナル版のおよそ4分の1は失われたものと考えられていた。2008年7月1日、ベルリンの映画関係者たちはアルゼンチンのブエノスアイレスにあるパブロ・ドゥクロス・ヒッケン映画博物館のアーカイブで発見されたコピーに、2002年の修復の時点では見つかっていなかった場面のうち、1つを除くすべてが残されていたと発表した。この作品は、プレミア上映時に近い形が修復されたことになる。
2010年、初期のアメリカ合衆国の映画作品10本のデジタル・コピーがエリツィン大統領図書館からアメリカ議会図書館へ贈られたが、これはロシアの国立アーカイブから返還された最初の映画となった。
テレビ番組の中でも、フィルムで制作されていたものは、後から再発見される場合がある。1951年に制作された『アイ・ラブ・ルーシー』のパイロット版は長らく失われたものと考えられていたが、1990年に出演していた俳優のひとりで「道化のぺピート」 (Pepito the Clown) を演じていたぺピート・ペレス (Pepito Pérez) の未亡人が、コピーを発見した。その後、この映像はテレビでも放映された。また、時には本来の形では失われたと思われていた映画が、着色化されたり、他の様々な技法で修復されたりすることもある。1964年に制作された『宇宙大作戦』のパイロット版『歪んだ楽園』は、1987年まで白黒のプリントしか残されていなかったが、ハリウッドのフィルム現像所で音声がつけられていない35mmフィルムのリールが、使用されなかったシーンの切り落とされたネガフィルムと併せ、フィルム・アーキビストによって発見された。
同様に、ビデオテープ化された番組の多くは、以前はテープの再利用によって失われたと考えられていたが、長年の間にアメリカ合衆国以外の地域で作成されたキネコのフィルム・プリントが、個人のコレクションや様々な場所から発見されている。

## ストック・フッテージ
失われた映画の一部が、ストック・フッテージとして他の映画の中に使われて部分的に残る、という事例もいくつかある。
ユニバーサル映画が1930年に制作した長編映画『猫は這い寄る』は失われた映画であるが、辛うじて現存している部分はユニバーサルが1932年に制作した短編映画『Boo!』の一部に盛り込んだものだけである。ただし、この作品のサウンドトラックのコピーはカリフォルニア大学ロサンゼルス校 (UCLA) が保有している。ジェームズ・キャグニーが主演した1932年の映画『拳闘のキャグネイ (Winner Take All)』は、それより前の1929年に制作されたテキサス・ギナン主演のトーキー『Queen of the Night Clubs』の一部を流用していた。1932年の時点では『Queen of the Night Clubs』は失われた映画ではなかったが、数十年を経てそのプリントはすべて失われ、『拳闘のキャグネイ』に流用された部分だけが現存する形になった。
女優からゴシップ・コラムニストに転じたヘッダ・ホッパーの女優デビュー作は、フォックス映画が1916年に制作した『The Battle of Hearts』であった。この作品の主演はウィリアム・ファーナムだったが、長くフォックスと契約していたファーナムの経歴においてはその最初期に当たっていた。26年後の1942年に、ホッパーは自ら制作にあたって短編映画『Hedda Hopper's Hollywood #2』を作った。この短編内では、ホッパー、ファーナム、ホッパーの息子ウィリアム・ホッパー、その妻ジェーン・ギルバート (Jane Gilbert) が『The Battle of Hearts』を見る場面がある。この映画は、ホッパーのドキュメンタリーの中に残された短い部分だけが現存している。おそらくは、ホッパーも1942年の時点でこの映画の完全なプリントは持っていなかったものと思われる。いずれにせよ、『The Battle of Hearts』は、今では失われた映画となっている。
チャールズ・チャップリンの最もよく知られた作品のひとつである1925年に制作されたサイレント映画『黄金狂時代』は、1942年に音楽のトラックとチャップリン自身のナレーションを追加したうえで再上映された。オリジナル版のフィルムは、現在も一般的には失われたものとはされていないが、明らかな画質の劣化や一部に脱落したフレームを含んでおり、それらが見られない1942年版のリイシューは、意図しない形でこの映画を保存することになった。
1939年に制作されたポーランドの映画『O czym się nie mówi』には、ポーラ・ネグリの初期出演作のひとつで後に失われた1917年の映画『Arabella』からの3箇所の短い断片が組み込まれている。

## 映画の中で
失われた映画の残された断片を組み込み、新たに制作された映画もいくつかある。2002年の映画『ディケイシャ (Decasia)』は、劣化したフィルム・フッテージだけを用いて抽象的な光と闇の色調の詩を生み出しており、ペーター・デルペウトより歴史的な1990年の映画『Lyrical Nitrate』にも似たものとなっているが、後者はアムステルダムの映画館の倉庫で発見された缶の中から見つかったものだけで構成されていた。デルペウトは、1993年の映画『The Forbidden Quest』において、初期のフィルム・フッテージやアーカイブ写真に新たな素材を加え、不幸な運命に至った南極探検の架空の物語を語っている。
フォックス映画が1931年に制作した長編映画『怪探偵張氏 (Charlie Chan Carries On)』は、宣伝用に制作された予告編と同じセットを用いて一部の映像も流用しながら、役者を差し替えて制作されたスペイン語の映画『Eran Trece』だけが残されている。
ピーター・ジャクソンのモキュメンタリー（ドキュメンタリーの手法を模したフィクション作品）『光と闇の伝説 コリン・マッケンジー (Forgotten Silver)』は、発見された初期の映画の一部を見せているような表現がなされている。しかし、実際には新たに撮影された映像を、古いもののように見せているだけである。
ロバート・ロドリゲスとクエンティン・タランティーノの『グラインドハウス』を構成する長編映画2本、『プラネット・テラー』と『デス・プルーフ』は、いずれも失われた映画リールへの言及があり、これがプロット・デバイスとなっている。
ジョン・カーペンターの『マスターズ・オブ・ホラー』のエピソード「世界の終り (Cigarette Burns)」では、架空の失われた映画『La Fin Absolue Du Monde (The Absolute End of the World)』の探索がテーマとなっている。

## 失われた日本映画
高槻真樹は2015年の著作『映画探偵 失われた戦前日本映画を捜して』において、第二次世界大戦前に制作された日本の映画で現存しているのは1割程度に過ぎないと述べている。また、2019年の京都新聞の記事によると、1910年代の日本映画のフィルムは0.2%しか現存しないとされている。
失われた映画と長く考えられていたものの中には、後に日本国外で存在が確認されたものもある。例えば、ロシア国立フィルム保存所（ゴスフィルモフォンド）には、戦前にソビエト連邦で公開された作品や、旧満州で赤軍が接収したものなど、およそ500本の戦前の日本映画作品が所有されており、その中には日本国内には現存せず失われた映画とされているものが、およそ40本あるとされている。1990年代以降、その一部は日本に持ち帰られ、東京国際映画祭や、東京国立近代美術館フィルムセンターの企画などで上映されている。